# Finly Hutchinson Gray
Finly Hutchinson Gray, född 21 juli 1863 i Fayette County i Indiana, död 8 maj 1947 i Connersville i Indiana, var en amerikansk politiker (demokrat). Han var borgmästare i Connersville 1904–1910 samt ledamot av USA:s representanthus 1911–1917 och 1933–1939.
Gray efterträdde 1911 William O. Barnard som kongressledamot och efterträddes 1917 av Daniel Webster Comstock.. Han tillträdde 1933 på nytt som kongressledamot och efterträddes 1939 av Raymond S. Springer.
Gray ligger begravd på Dale Cemetery i Connersville.